# John Harbison
John Harris Harbison (Orange, 20 dicembre 1938) è un compositore e direttore d'orchestra statunitense, famoso soprattutto per le sue opere e le sue grandi composizioni corali.

## Biografia
Nel 1954, all'età di sedici anni, Harbison ha vinto il prestigioso premio della BMI Foundation per la composizione riservato agli studenti di composizione. Ha studiato musica all'Università di Harvard, dove ha cantato nel coro Harvard Glee Club, ed in seguito all'Università di Princeton. È Institute Professor di musica al MIT. È stato allievo di Walter Piston e Roger Sessions. Tra i suoi lavori si annoverano svariate sinfonie, brani per quartetto d'archi e concerti per violino, viola e contrabbasso.
Nel 1984 avviene la première nella Heinz Hall di Pittsburgh di "Ulysses' Bow", balletto di sua composizione diretto da André Previn.
Nel 1987 ha vinto il Premio Pulitzer per la musica, grazie a The Flight Into Egypt (vedi discografia). Nel 2006 è stato nominato per il Grammy Awardnella categoria della miglior esecuzione di un piccolo ensemble per la sua composizione Mottetti di Montale.
Il Metropolitan Opera ha incaricato Harbison di comporre l'opera Il grande Gatsby,  tratta dal romanzo di Francis Scott Fitzgerald,  per celebrare il venticinquesimo anniversario del maestro James Levine nella compagnia del teatro. L'opera è andata in scena per la prima volta il 20 dicembre 1999, affidata alla direzione di Levine ed interpretata da Jerry Hadley, Dawn Upshaw, Susan Graham, Lorraine Hunt Lieberson, Matthew Polenzani, Mark Baker, Dwayne Croft, e Richard Paul Fink.
Papa Giovanni Paolo II incaricò Harbison di comporre un brano per la Santa Sede, perché fosse eseguito al concerto per la " Riconciliazione tra ebrei, cristiani e musulmani". Il brano, Abraham, una composizione di sei minuti di durata per coro ed ottoni, è stato eseguito in prima mondiale il 17 gennaio 2004 con la direzione di Sir Gilbert Levine.
Harbison è il principale direttore ospite del collettivo musicale Emmanuel Music di Boston.
Interrogato su quale fosse il suo "credo" artistico, Harbison ha risposto: " Creare brani uno diverso dall'altro, trovare motivi chiari, freschi e di ampio respiro e reinventare le tradizioni musicali."
È sposato con la violinista Rose Mary Pederson.

## Discografia (incompleta)
- Mīrābāī Songs / Variations (1987). Northeastern Records NR 230-CD. Voce Janice Felty, mezzo-soprano, Collage New Music Ensemble, diretto da John Harbison — Rose Mary Harbison, violino; David Satz, clarinetto; Ursula Oppens, pianoforte. Tracce 1-6: Mirabai Songs, testo tratto da Mirabai Versions di Robert Bly. Tracce 7-10: Variations, per violino, clarinetto, e pianoforte.  Lista tracce:

1. I. It's True, I Went to the Market
2. II. All I Was Doing Was Breathing
3. III. Why Mira Can't Go Back to Her Old House
4. IV. Where Do You Go?
5. V. The Clouds
6. VI. Don't Go, Don't Go
7. Variations i-v
8. Variations vi-x
9. Variations xi-xv
10. Finale and Epilogue

- The Flight into Egypt and other works by John Harbison (1990). New World Records 80395-2. Eseguito da The Cantata Singers and Ensemble, The Los Angeles Philharmonic New Music Group, e Los Angeles Philharmonic Orchestra. Diretto da David Hoose, John Harbison, e André Previn. Tracce:

1. The Flight Into Egypt, testi tratti dalla Bibbia di Re Giacomo sul tema della Fuga in Egitto del Vangelo secondo Matteo
2. The Natural World: Preludio
3. Where We Must Look for Help, testo tratto da Robert Bly
4. On the Road Home, testo tratto da Wallace Stevens
5. Milkweed, testo tratto da  James Wright
6. Concerto for Double Brass Choir and Orchestra: I. Invention on a Motif: Tempo giusto
7. II. Invention on a Chord: Cantabile
8. III. Invention on a Cadence: Molto allegro

- At First Light (1998). Archetype Records 60106. Eseguito da Lorraine Hunt Lieberson, mezzo-soprano, Dawn Upshaw, soprano, Greenleaf Chamber Players, e Metamorphosen Chamber Orchestra, diretto da Scott Yoo. Tracce:

1. Due Libri dei Mottetti di Montale
2. Snow Country
3. Chorale Cantata
4. Concerto for Oboe, Clarinet, and Strings

- John Harbison: Ulysses' Bow / Samuel Chapter (2004). Prima edizione ASIN: B0002RQ35C

Tracks:
1. Ulysses' Bow balletto eseguito dalla Pittsburgh Symphony Orchestra e diretto da  André Previn
2. Samuel Chapter eseguito da Susan Larson (soprano) e diretto da John Harbison